# Châteaudauphin
Châteaudauphin (en italien Casteldelfino, en occitan Chasteldalfin) est une commune italienne de la province de Coni en Piémont, située dans le val Varaita.

## Géographie

### Situation
Châteaudauphin se situe au cœur de la vallée Varaïta, à une vingtaine de kilomètres de la frontière avec la France. La région s'appelle la Castelade ou le Castelar. 
La population de Châteaudauphin représente 1,6 % de la population du val Varaita (17 631 habitants).

### Communes limitrophes
Bellino, Elva, Oncino, Pontechianale, Sampeyre

### Hameaux
Torrette (1 179 m), Bertines (1 393 m), Serre (1 446 m), Alboin (1 507 m), Pusterle (1 369 m), Rabioux (1 425 m), Caldane (1 257 m).

### Voies de circulation
Châteaudauphin est traversé par une route (SP 105) qui relie la commune à Coni ou à Saluces. Cette route monte ensuite au col Agnel qui fait la frontière avec la France ; au pied de la montagne, sur le versant français, la route traverse le Queyras et rejoint Briançon.

## Histoire
Jusqu'au traité d'Utrecht (1713), Châteaudauphin et le val Varaita font partie du Dauphiné de Viennois, terre d'Empire devenue dès 1349 possession de la couronne de France.
De 1343 à 1713, Châteaudauphin est un des quatre, puis cinq escartons du Briançonnais, régis par la grande charte de 1343 accordée par Humbert II de Viennois, dernier Dauphin indépendant.
En 1713, la  frontière française dans les Alpes est redéfinie et les vallées tournées vers l'est deviennent possessions de la principauté de Piémont, sur laquelle règne la maison de Savoie. En 1720, le duc Victor-Amédée II devient roi de Sardaigne et l'ensemble de ses possessions sera désormais appelé « royaume de Sardaigne ».
En 1744, dans le cadre de la guerre de Succession d'Autriche, a lieu la bataille de Châteaudauphin (ou bataille de Pierrelongue), entre une armée franco-espagnole commandée par le prince de Conti et l'armée sarde (Charles-Emmanuel III), qui est vaincue (19 juillet 1744).

## Langues
Outre l'italien, les habitants de Châteaudauphin s'expriment en piémontais et en occitan.

## Tourisme
Durant l'été, Châteaudauphin héberge de nombreux touristes : Français (originaires de la Vallée Varaïta)[pas clair] ou Turinois qui viennent se ressourcer le temps d'un week-end.
Le bourg de Châteaudauphin est le point de départ de nombreuses randonnées, certaines très faciles tandis que d'autres sont particulièrement difficiles, comme l'ascension du Mont Viso (3 840 m).

## Administration
| Période                                  | Période  | Identité          | Étiquette     | Qualité |
| ---------------------------------------- | -------- | ----------------- | ------------- | ------- |
| 30 mai 2006                              | En cours | Domenico Amorisco | Centro-Destra |         |
| Les données manquantes sont à compléter. |          |                   |               |         |